# Leistes
A Leistes a madarak osztályának verébalakúak (Passeriformes) rendjébe és a csirögefélék (Icteridae) családjába tartozó nem.

## Rendszerezésük
A nemet Nicholas Aylward Vigors írta le 1825-ben, jelenleg az alábbi 5 faj tartozik ide:
- vitézcsiröge (Leistes militaris[1] vagy Sturnella militaris)[2]
- fehérszemöldökű réticsiröge (Leistes superciliaris[1] vagy Sturnella superciliaris)[2]
- perui réticsiröge (Leistes bellicosus[1] vagy Sturnella bellicosa)[2]
- hosszúfarkú réticsiröge (Leistes loyca[1] vagy Sturnella loyca)[2]
- pampai réticsiröge (Leistes defillippi[1] vagy Sturnella defillippi)[2]

A jelenleg a Leistes nembe sorolt fajokat a 20. század elején bevonták a közel rokon Sturnella nembe. Majd különválasztották őket és csak a sárga mellű észak-amerikai fajok maradtak a Sturnella nemben. A vitézcsiröge és a fehérszemöldökű réticsiröge fajokat visszahelyezték a Leistes nembe, a másik három fajt pedig átsorolták a Jean Cabanis által 1851-ben létrehozott Pezites nembe. A 20. század későbbi felében újra átsorolták a fajokat és mindet újra összevonták a Sturnella nembe. 2017-ben az összes vörös mellű fajt átsorolták újra a Leistes nembe.

## Előfordulásuk
Főleg Dél-Amerika területén honosak, de egy faj Közép-Amerikában is előfordul. Természetes élőhelyeik a szubtrópusi,  trópusi füves puszták és cserjések.

## Megjelenésük
Átlagos testhosszuk 18-27 centiméter közötti. A hímeknek minden fajnál legalább fekete vagy barna háti részük és erősen vörös mellük van.

## Életmódjuk
Ízeltlábúakkal és magvakkal táplálkoznak, de gyümölcsöket is fogyasztanak.